# Mane Bhanjyang
Mane Bhanjyang és un Village Development Committee (VDC) ó unitat bàsica administrativa del districte de Bhojpur en el la zona Kosi del Nepal oriental. Al cens del Nepal de 1991 tenia  una població de 2.832 persones que vivien dins 503 cases individuals.